# Achille Lauro (cantant)
Lauro De Marinis, conegut artísticament com a Achille Lauro (italià: Lauro De Marinis)  (Verona, 11 de juliol de 1990), és un cantautor i raper italià. Conegut pel seu treball al hip hop, va participar en tres edicions del Festival de la Cançó de San Remo. Va representar San Marino al Festival de la Cançó d'Eurovisió de 2022 amb la cançó "Stripper", després de guanyar "Una voce per San Marino", però no va aconseguir classificar-se per a la final.

## Biografia
Lauro De Marinis va néixer l'11 de juliol de 1990 a Verona, Itàlia. El seu pare, Nicola De Marinis, és professor i magistrat del Tribunal Suprem de Cassació. La seva mare, Cristina Zambon, és ara l'administradora del holding d'Achille Lauro De Marinis Group. Va créixer a Roma i als 14 anys va viure amb el seu germà gran, Federico, després que els seus pares es traslladessin a una altra ciutat.

## Polèmica

### Sanremo 2019
Al Festival de la Cançó de San Remo 2019, la cançó de Lauro "Rolls Royce" va causar polèmica, ja que Striscia la notizia va especular que la cançó tractava sobre les drogues, concretament l'èxtasi, a causa de les referències a la cançó d'artistes famosos que se sabia que havien consumit drogues com Amy Winehouse i Jim Morrison. Segons el periodista Gabriele Antonucci de Panorama, la cançó tractava en realitat del somni de la redempció social.

### Sanremo 2022
Al Festival de la Cançó de San Remo 2022, l'actuació de Lauro de "Domenica" va causar polèmica ja que va fer un bateig fals durant la seva actuació, fet que va provocar que el bisbe de Sanremo, Antonio Suetta, protestés per l'actuació. Suetta va descriure que l'actuació conté "paraules, actituds i gestos que no només són ofensius per a la religió, sinó també per a la dignitat humana" i també va afirmar que sentia que no podia callar sobre l'actuació des de la RAI, la propietat estatal. La emissora italiana, va emetre una actuació que "es burlava i profanava els signes sagrats de la fe catòlica evocant el gest del baptisme en un context avorrit i profanant". D'altra banda, L'Osservatore Romano, el diari oficial del Vaticà, va afirmar que no els impressiona l'actuació de Lauro, perquè "el cantant va tornar a l'imaginari catòlic. Res de nou. No hi ha hagut un missatge més transgressor en història que la de l'Evangeli", afegint també, després d'una comparació amb el recital de David Bowie de l'oració del Senyor, que "avui en dia els delinqüents no són el que eren".

## Discografia

### Àlbums d'estudi
| Títol                                                       | Detalls de l'àlbum                                                                                          | Posicions màximes dels gràfics | Certificacions    |
| Títol                                                       | Detalls de l'àlbum                                                                                          | ITA                            | Certificacions    |
| ----------------------------------------------------------- | --- | ------------------------------ | ----------------- |
| Achille Idol Immortale                                      | - Publicació: 27 de febrer de 2014 - Segell: Roccia, Universal - Format: CD, descàrrega digital             | —                              |                   |
| Dio c'è                                                     | - Publicació: 25 de maig de 2015 - Segell: Roccia, Universal - Format: CD, descàrrega digital               | 19                             |                   |
| Ragazzi mare                                                | - Publicació: 11 de novembre de 2016 - Etiqueta: sense cara - Format: CD, descàrrega digital                | 22                             | - FIMI : Or       |
| Pour l'amor                                                 | - Publicat: 22 de juny de 2018 - Etiqueta: Sony - Format: CD, descàrrega digital, streaming                 | 4                              | - FIMI: Or        |
| 1969(reeditat com a 1969: Achille Idol Rebirth el 2020)     | - Publicat: 12 d'abril de 2019 - Etiqueta: Sony - Format: CD, LP, descàrrega digital, streaming             | 3                              | - FIMI: 2 × platí |
| 1990                                                        | - Publicat: 24 de juliol de 2020 - Segell: Elektra , Warner - Format: CD, LP, descàrrega digital, streaming | 1                              | - FIMI : Or       |
| 1920                                                        | - Publicat: 4 de desembre de 2020 - Segell: Elektra, Warner - Format: CD, LP, descàrrega digital, streaming | 13                             |                   |
| Lauro(reeditat com a Lauro: Achille Idol Superstar el 2022) | - Publicat: 16 d'abril de 2021 - Segell: Elektra, Warner - Format: CD, LP, descàrrega digital, streaming    | 1                              | - FIMI: Or        |

### Reproduccions esteses
| Títol     | Detalls                                                                          |
| --------- | -------------------------------------------------------------------------------- |
| Jove Boig | - Publicació: 28 d'abril de 2015 - Etiqueta: Roccia - Format: Descàrrega digital |

### Mixtapes
| Títol   | Detalls                                                                                    |
| ------- | ------------------------------------------------------------------------------------------ |
| Barrabà | - Publicació: 14 d'abril de 2012 - Segell: Honiro, Roccia - Format: Descàrrega digital     |
| Harvard | - Publicació: 17 de setembre de 2012 - Segell: Honiro, Roccia - Format: Descàrrega digital |

### Solters
| Solter                                                           | Curs | Posicions màximes dels gràfics | Posicions màximes dels gràfics | Certificacions    | Àlbum                            |
| Solter                                                           | Curs | ITA                            | SWI                            | Certificacions    | Àlbum                            |
| ---------------------------------------------------------------- | ---- | ------------------------------ | ------------------------------ | ----------------- | -------------------------------- |
| "Amore mi"                                                       | 2017 | 49                             | —                              | - FIMI : Or       | Pour l'amor                      |
| "Non sei vine a mi"                                              | 2017 | 35                             | —                              |                   | Pour l'amor                      |
| "Thoiry Remix" (amb Gemitaiz , Quentin40 i Puritano)             | 2018 | 36                             | —                              | - FIMI: 2 × platí | Pour l'amor                      |
| "Midnight Carnival" (amb Gow Tribe i Boss Doms)                  | 2018 | 90                             | —                              |                   | Pour l'amor                      |
| "Ammò" (amb Clementino i Rocco Hunt )                            | 2018 | 59                             | —                              |                   | Pour l'amor                      |
| "Mamacita" (amb Vins)                                            | 2018 | 84                             | —                              |                   | Pour l'amor                      |
| "Rolls Royce"                                                    | 2019 | 4                              | —                              | - FIMI: platí     | 1969                             |
| "Així és la vida"                                                | 2019 | 27                             | —                              | - FIMI: 2 × platí | 1969                             |
| "1969" (amb Boss Doms i Frenetik & Orang3)                       | 2019 | —                              | —                              | - FIMI: platí     | 1969                             |
| "Delinqüent"                                                     | 2019 | —                              | —                              |                   | 1969                             |
| "1990"                                                           | 2019 | 49                             | —                              | - FIMI: platí     | 1990                             |
| "Me ne frego"                                                    | 2020 | 4                              | —                              | - FIMI: 2 × platí | 1969: Renaixement d'Achille Idol |
| "16 de març"                                                     | 2020 | 9                              | —                              | - FIMI: platí     | 1969: Renaixement d'Achille Idol |
| "Bam Bam Twist" (amb Gow Tribe i Frenetik & Orang3)              | 2020 | 19                             | —                              | - FIMI: 3 × platí | 1969: Renaixement d'Achille Idol |
| "Maleducada"                                                     | 2020 | 46                             | —                              | - FIMI: platí     | 1969: Renaixement d'Achille Idol |
| "Jingle Bell Rock" (amb Annalisa )                               | 2020 | —                              | —                              |                   | 1920                             |
| "Solo noi"                                                       | 2021 | 36                             | —                              | - FIMI: Or        | Lauro                            |
| "Marilù"                                                         | 2021 | 54                             | —                              | - FIMI: platí     | Lauro                            |
| " Mille " (amb Fedez i Orietta Berti )                           | 2021 | 1                              | 43                             | - FIMI: 6 × platí | Disumano (Fedez)                 |
| "Latte+"                                                         | 2021 | —                              | —                              |                   | Lauro                            |
| "Io e te"                                                        | 2021 | —                              | —                              |                   | Lauro: Achille Idol Superstar    |
| "Domènica"                                                       | 2022 | 10                             | —                              | - FIMI: Or        | Lauro: Achille Idol Superstar    |
| " Stripper "                                                     | 2022 | —                              | —                              |                   | Sengles sense àlbum              |
| "Fragole" (amb Rose Villain )                                    | 2023 | 8                              | —                              |                   | Sengles sense àlbum              |
| "—" indica un ítem que no s'ha mostrat al gràfic en aquest país. |      |                                |                                |                   |                                  |

## Filmografia

### Pel·lícules
| Curs | Títol              | Rols               | Notes                             |
| ---- | ------------------ | ------------------ | --------------------------------- |
| 2018 | Terrorisme         | A si mateix        | Pel·lícula curta; també productor |
| 2019 | Feliç aniversari   | Cantant a la festa | Pel·lícula curta                  |
| 2019 | UglyDolls          | Lucky Bat (veu)    | Veu en off italiana               |
| 2019 | Sense cara 1       | Cap                | Només codirector                  |
| 2021 | Ritorno al crimine | A si mateix        | Aparició de cameo                 |
| 2021 | Anni da cane       | A si mateix        | Aparició de cameo                 |

### Televisió
| Curs | Títol                                                     | Rols              | Notes                                                                                  |
| ---- | --------------------------------------------------------- | ----------------- | -------------------------------------------------------------------------------------- |
| 2017 | Pechino Express                                           | Concursant        | Reality show (temporada 6), 3r lloc                                                    |
| 2019 | Festival de la Cançó de San Remo 2019                     | Concursant        | Interpretant "Rolls Royce"                                                             |
| 2019 | Factor extra                                              | Presentador       | Dia de X Factor                                                                        |
| 2020 | Festival de la Cançó de San Remo 2020                     | Concursant        | Interpretant "Me ne frego"                                                             |
| 2021 | Celebrity Hunted: Caccia all'uomo                         | Concursant        | Reality show (temporada 2), 4t lloc                                                    |
| 2021 | Festival de la Cançó de San Remo 2021                     | Convidat habitual | Actuació i co-hosting                                                                  |
| 2022 | Festival de la Cançó de San Remo 2022                     | Concursant        | Interpretant "Domenica"                                                                |
| 2022 | Festival de la Cançó d'Eurovisió 2022                     | Concursant        | En representació de San Marino                                                         |
| 2022 | Prisma                                                    | A si mateix       | Aparició de cameo                                                                      |
| 2023 | Festival de la Cançó de San Remo 2023                     | Convidat especial | Interpretant un popurrí de les seves cançons a l' escenari Suzuki de la Piazza Colombo |
| 2023 | Pesci piccoli - Una agència, moltes idees, poc pressupost | A si mateix       | Aparició de cameo                                                                      |